# Xã Elk, Quận Delaware, Iowa
Xã Elk (tiếng Anh: Elk Township) là một xã thuộc quận Delaware, tiểu bang Iowa, Hoa Kỳ. Năm 2010, dân số của xã này là 577 người.